# Gilles Jaladon
Gilles Jaladon (né le 15 mars 1962) est un judoka français. Il concourt en moins de 95 kg (mi-lourds).

## Palmarès

### Compétitions internationales
| Année | Compétition    | Lieu   | Résultat | Catégorie      |
| ----- | -------------- | ------ | -------- | -------------- |
| 1986  | Goodwill Games | Moscou | 3e       | Moins de 95 kg |